# Євген Весоловський

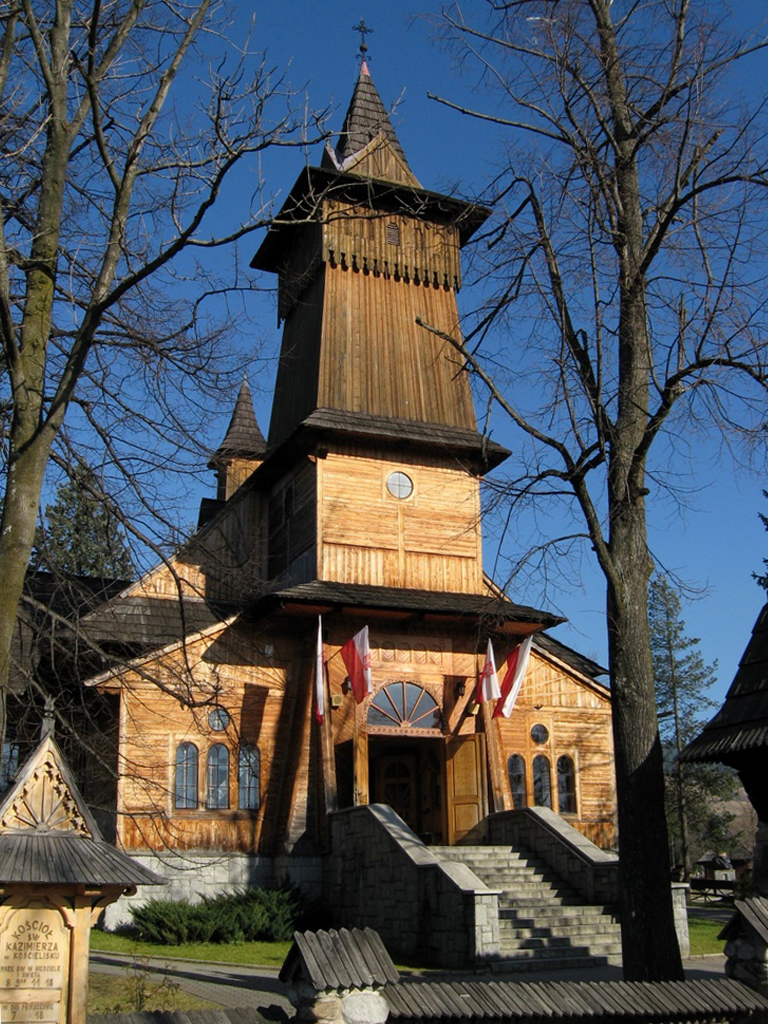
Костел у с. Косцеліско (Польща).

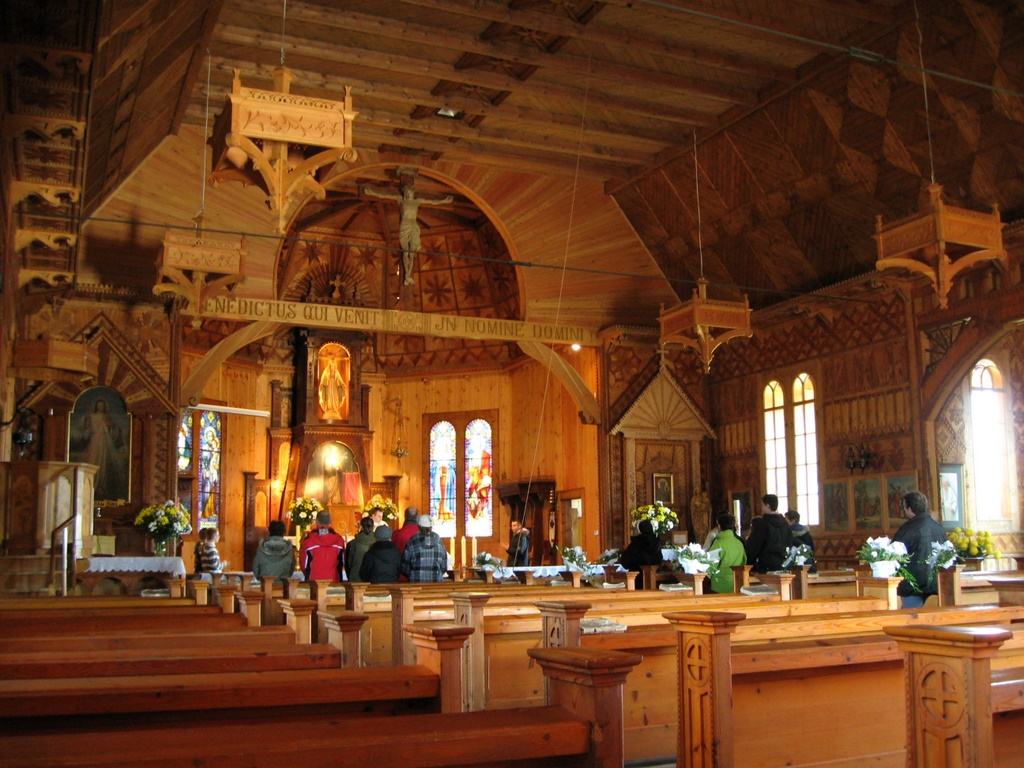
Інтер'єр костелу в Косцеліску.

Євген Весоловський (пол. Eugeniusz Wesołowski; 13 березня 1874, с. Рдзава, Польща — 19 жовтня 1950, Подліп'я, тепер — в межах м. Новий Сонч, Польща) — польський архітектор. 

## Життєпис
Проживав у Закопаному, де був уповноваженим будівничим. Застосовував у проєктуванні концепцію «закопанського стилю» Станіслава Віткевича і «закопанського способу» Едгара Ковача. Навчався у Станіслава Віткевича, проходив практику у Юзефа Каетана Яновського.

### Доробок
- Участь у проєктуванні будівлі львівського Художньо-промислового музею під керівництвом Юзефа Каетана Яновського (перша половина 1890-х)[2].
- Літній театр у селі Окоцім (Польща) із застосуванням концепції «Способу закопанського» Едгара Ковача. Можливо саме за проєктом Весоловського зведено також ансамбль житлових будинків у такому ж стилі.[3]
- Пансіонат «Stamary» в Закопаному.
- Проєкт готелю біля озера Морське Око в Татрах. Виконаний 1903 року для конкурсу Товариства Татр. Серед 14 претендентів здобув третю нагороду. Водночас аналогічну третю нагороду отримав Міхал Лужецький.[4]
- Особняк Юліуша Райсса на вулиці Коновальця, 89 у Львові (1903).[5]
- Особняк Юліана Опільського на вулиці Здоров'я, 12 у Львові (1912).[6]
- Дерев'яний костел в селі Косцеліско у Польщі (1910—1916)[7].